# NGC 1055
إن جي سي 1055 مجرة حلزونية تقع في اتجاه كوكبة قيطس على بعد 52 مليون سنة ضوئية 16 مليون فرسخ فلكي ويبلغ قطرها حوالي 115800 سنة ضوئية، اكتشفت في 19 ديسمبر 1783 من قبل ويليام هيرشيل من منزله في سلاو إنجلترا. وتكون ثنائيًّا مجريًّا مع المجرة اللامعة مسييه 77 وتشكل هاتان المجرتان تجمعًا مجرّيًا صغيرًا يضم أيضا إن جي سي 1073، وخمس مجرات أخرى صغيرة غير منتظمة.